# James Jeans
James Hopwood Jeans OM (Ormskirk, Lancashire, 1877. szeptember 11. – Dorking, Surrey, 1946. szeptember 16.) angol fizikus, csillagász, 1928-tól Sir James Hopwood Jeans.

## Élete
Apja William Tulloch Jeans parlamenti tudósító és közíró volt. Általános- és középiskolai tanulmányait a northwoodi Merchant Taylors' School-ban, majd a camberwelli (London) Wilson's Grammar School-ban végezte.
A Cambridge-i Egyetemen hamar kitűnt matematikai tehetségével, ezért őt és Godfrey Harold Hardy-t Robert Rumsey Webb és Gilbert Walker külön felkészítette a Mathematical Tripos matematika versenyre. A harmadik évfolyam végén az évfolyam legjobb matematikusainak sorrendjében Jeans megosztott második, Hardy negyedik helyezett lett.
Tanulmányai után is Cambridge-ben maradt, ahol 1901 októberében lett a Trinity College tagja, mint az alkalmazott matematika oktatója. 1904–1910 között Princetoni Egyetemen volt az alkalmazott matematika professzora, majd visszament Cambridge-be. Közben (1906 májusában) a Royal Society tagjává választották.
1923–1944 között a Wilson-hegyi Obszervatóriumban dolgozott.
Kivételes íráskészsége természettudományi műveit éppoly lenyűgöző olvasmánnyá avatja, amilyenek Wells spekulatív fantáziájú regényei.

## Munkássága

### Csillagászként
1914-ben  Edward Arthur Milne-nel közösen kimutatta, hogy a Holdnak nem lehet légköre, mert gravitációs tere nem elég erős annak megtartásához.
1919-ben publikálta a róla elnevezett elméletet a Naprendszer keletkezéséről; eszerint a bolygók anyagát egy, a Naphoz közel elhaladó másik csillag árapálykeltő gravitációs hatása szippantotta volna ki a Napból. Ebből arra következtetett, hogy mivel az ilyen találkozások nagyon ritkák kell legyenek, a legtöbb csillagnak nincsenek bolygói; a Naprendszer és vele az emberiség gyakorlatilag egyedülálló az egész Világmindenségben. Csak az 1940-es évek végére bizonyosodott be, hogy a bolygók nem jöhettek így létre.
Jelentős eredményeket ért el a csillagok belső szerkezetét és az egyensúlyi alakzatokat vizsgálva.

### Fizikusként
Legjelentősebb teljesítménye lord Rayleigh-vel közösen a feketetest-sugárzás kis frekvenciájú tartományában érvényes Rayleigh–Jeans-törvény levezetése. Ez a klasszikus fizika elméletén alapuló analitikus függvény a nagyobb hullámhosszakon (azaz az alacsony frekvenciatartományban) jól írta le az emisszióképesség hullámhossz-, illetve frekvenciafüggését, a frekvencia növelésével azonban a végtelenbe tartott — ez a (természetesen lehetetlen, a tapasztalatoknak ellentmondó) sajátossága volt úgynevezett ultraibolya katasztrófa. Ezt az ellentmondást, ami szükségszerűen következett a klasszikus fizika tételeiből, csak Max Planck kvantumhipotézisével sikerült kiküszöbölni.

### Fontosabb művei
- The Dynamical Theory of Gases (1904)
- Theoretical Mechanics (1906)
- Mathematical Theory of Electricity and Magnetism (1908)
- The Universe Around Us (1929)
- The Stars in Their Courses (1931, magyarul: A csillagos ég titkai, Dante, 1936)
- Through Space and Time (1934)
- Astronomical Horizon (1945)

## Emlékezete
- Jeans-kráter a Holdon
- Jeans-kráter a Marson.

Születésének 100. évfordulójára írta Robert Simpson angol zeneszerző a róla elnevezett 7. vonósnégyesét.

## Fordítás
Ez a szócikk részben vagy egészben  a   James Jeans című angol Wikipédia-szócikk ezen változatának fordításán alapul.  Az eredeti cikk szerkesztőit annak laptörténete sorolja fel. Ez a jelzés csupán a megfogalmazás eredetét és a szerzői jogokat jelzi, nem szolgál a cikkben szereplő információk forrásmegjelöléseként.